# Norwegischer Fußballpokal der Männer 1916
Der norwegische Fußballpokal 1916 (kurz auch NM-Cup 1916 genannt) war die 15. Austragung des Fußballpokalwettbewerbs der Männer. Pokalsieger wurde Frigg Oslo FK. Das Team setzte sich im Finale gegen den FK Ørn durch.

## 1. Runde
| Datum      |                    | Ergebnis  |              |
| ---------- | ------------------ | --------- | ------------ |
| 09.09.1916 | Brann Bergen       | 2:3 n. V. | Stavanger IF |
|            | SK Rollon          | 1:7       | FK Lyn       |
|            | SK Snøgg           | 0:6       | FK Ørn       |
|            | Start Kristiansand | 0:1       | Fram Larvik  |
|            | IL Sverre          | 2:3       | SK Brage     |
| 13.09.1916 | Frigg Oslo FK      | 3:1       | FK Norrøna   |
|            | Kvik Halden FK     | Freilos   |              |

## 2. Runde
| Datum      |               | Ergebnis  |                |
| ---------- | ------------- | --------- | -------------- |
| 17.09.1916 | SK Brage      | 0:7       | Kvik Halden FK |
|            | Frigg Oslo FK | 4:1       | Stavanger IF   |
|            | FK Ørn        | 3:3 n. V. | Fram Larvik    |
|            | FK Lyn        | Freilos   |                |

### Wiederholungsspiel
| Datum      |             | Ergebnis  |        |
| ---------- | ----------- | --------- | ------ |
| 29.09.1916 | Fram Larvik | 1:4 n. V. | FK Ørn |

## Halbfinale
| Datum      |               | Ergebnis |                |
| ---------- | ------------- | -------- | -------------- |
| 03.10.1916 | Frigg Oslo FK | 2:0      | Kvik Halden FK |
|            | FK Lyn        | 2:5      | FK Ørn         |

## Finale
| Frigg Oslo FK                              | Frigg Oslo FK | FK Ørn | FK Ørn |
| ------------------------------------------ | --- | --- | ------ |
| Frigg Oslo FK                              | \| Finale \| \| 8. Oktober 1916 in Trondheim (Skøitebanen) \| \| Ergebnis: 2:0 (0:0) \| \| Zuschauer: 4.000 \| \| Schiedsrichter: Peder Christian Andersen \| \| Spielbericht \|               | \| Finale \| \| 8. Oktober 1916 in Trondheim (Skøitebanen) \| \| Ergebnis: 2:0 (0:0) \| \| Zuschauer: 4.000 \| \| Schiedsrichter: Peder Christian Andersen \| \| Spielbericht \| | FK Ørn |
| Frigg Oslo FK                              | Arne Wendelborg – Yngvar Kopsland, Georg Waitz – Thorbjørn Damgaard, Georg Hartmann-Hansen, Fritz Semb-Thorstvedt – Einar Hansen, David Andersen, Ragnvald Smedvik, Bjarne Olsen, Trygve Smith | Thorbjørn Falkenberg – R. Paulsen, Th. Hansen – Kristian Johnsen, O. Lindberg, Emil Hansen – Michael Paulsen, Harald Strøm, O. Kristoffersen, Erl. Pedersen, V. Fredo Fredriksen | FK Ørn |
| Frigg Oslo FK                              | 1:0 Ragnvald Smedvik (70.) 2:0 David Andersen (71.) | | FK Ørn |
| Finale                                     | | |        |
| 8. Oktober 1916 in Trondheim (Skøitebanen) | | |        |
| Ergebnis: 2:0 (0:0)                        | | |        |
| Zuschauer: 4.000                           | | |        |
| Schiedsrichter: Peder Christian Andersen   | | |        |
| Spielbericht                               | | |        |